# Tošiko Akijoši
Tošiko Akijoši (narozena jako 秋吉 敏子 jinak zapsáno též 穐吉 敏子 Akijoši Tošiko; 12. prosince 1929 Liao-jang) je japonská jazzová klavíristka, hudební skladatelka a hudební aranžérka narozená na území Číny a žijící v USA. Vydala dlouho řadu sólových alb; na několika z nich se podílel například i český kontrabasista žijící ve Spojených státech George Mraz. Několik let měla spolu s Lewem Tabackinem vlastní big band, se kterým rovněž nahrála několik alb. Rovněž hrála i na albech jiných hudebníků, mezi které patří například Charles Mingus. V roce 2007 získala ocenění NEA Jazz Masters a 14krát byla nominována na cenu Grammy.